# BBNG
| Críticas profissionais | Críticas profissionais |
| Avaliações da crítica  | Avaliações da crítica  |
| Fonte                  | Avaliação              |
| ---------------------- | ---------------------- |
| Fresh New Musik        | (4.36/5)               |
| Sputnikmusic           | [ 2 ]                  |

BBNG é o primeiro álbum da banda Canadense de jazz e hip hop instrumental BADBADNOTGOOD. Foi lançado para download gratuito em 2011. O álbum contém uma mistura de composições originais e covers de canções dos artistas Flying Lotus, Gang Starr, J Dilla, Joy Division, Nas e Ol' Dirty Bastard. O design da arte da capa do disco foi feito por Connor Olthuis e Sam Zaret.

## Lista de faixas
| N.º | Título                                    | Duração |  |
| 1.  | "Based Is How You Feel Inside"            | 1:22    |  |
| 2.  | "Fall in Love"                            | 4:11    |  |
| 3.  | "Improvised Jam"                          | 3:45    |  |
| 4.  | "Mass Appeal/Transmission"                | 4:51    |  |
| 5.  | "I Got a Bad Feeling About This"          | 0:07    |  |
| 6.  | "Salmonella"                              | 1:47    |  |
| 7.  | "Freedom/Billium Evans"                   | 5:17    |  |
| 8.  | "The World Is Yours/Brooklyn Zoo"         | 6:22    |  |
| 9.  | "Listeriosis"                             | 4:14    |  |
| 10. | "Camel"                                   | 3:04    |  |
| 11. | "Title Theme/Saria's Song/Song of Storms" | 9:34    |  |
| 12. | "Outro/Glasper"                           | 1:53    |  |

## Integrantes
- Matthew Tavares - teclado[3]
- Chester Hansen - baixo elétrico, contrabaixo[3]
- Alexander Sowinski - bateria, sampler[3]
- Matt MacNeil - engenheiro, mixagem[3]